# Rhithrum
Rhithrum este un gen de muște din familia Tephritidae.

Cladograma conform Catalogue of Life:
| Rhithrum | \| \| Rhithrum rivulatum \| \| \| \| \| \| Rhithrum vittatum \| \| \| \| |
|          | \| \| Rhithrum rivulatum \| \| \| \| \| \| Rhithrum vittatum \| \| \| \| |
|          | Rhithrum rivulatum                                                       |
|          |                                                                          |
|          | Rhithrum vittatum                                                        |
|          |                                                                          |